# Підводні човни проєкту 945 «Барракуда»
| Підводні човни проєкту 945 «Барракуда» | Підводні човни проєкту 945 «Барракуда»                                                 | Підводні човни проєкту 945 «Барракуда»                                                 |
| -------------------------------------- | -------------------------------------------------------------------------------------- | -------------------------------------------------------------------------------------- |
|                                        |                                                                                        |                                                                                        |
|                                        |                                                                                        |                                                                                        |
|                                        |                                                                                        |                                                                                        |
| Під прапором                           | СРСР                                                                                   | СРСР                                                                                   |
| Спуск на воду                          | 1979—1986 рр (човнів)                                                                  | 1979—1986 рр (човнів)                                                                  |
| Виведений зі складу флоту              | з 1998 рр                                                                              | з 1998 рр                                                                              |
| Проєкт                                 |                                                                                        |                                                                                        |
| Тип ПЧ                                 | Підводний човен атомний торпедний                                                      | Підводний човен атомний торпедний                                                      |
| Розробник проєкту                      | «Лазурит»                                                                              | «Лазурит»                                                                              |
| Головний конструктор                   | Кваша М. Й.                                                                            | Кваша М. Й.                                                                            |
| Класифікація НАТО                      | Sierra-I                                                                               | Sierra-I                                                                               |
| Основні характеристики                 |                                                                                        |                                                                                        |
| Швидкість (надводна)                   | 12,1 вузлів (23 км/год)                                                                | 12,1 вузлів (23 км/год)                                                                |
| Швидкість (підводна)                   | 35,15 вузлів (67 км/год)                                                               | 35,15 вузлів (67 км/год)                                                               |
| Робоча глибина занурення               | 480 м                                                                                  | 480 м                                                                                  |
| Гранична глибина занурення             | 550 м                                                                                  | 550 м                                                                                  |
| Автономність плавання                  | 100 діб                                                                                | 100 діб                                                                                |
| Екіпаж                                 | 61 особа (з них 31 офіцер)                                                             | 61 особа (з них 31 офіцер)                                                             |
| Розміри                                |                                                                                        |                                                                                        |
| Довжина найбільша (по КВЛ)             | 107,16 м                                                                               | 107,16 м                                                                               |
| Ширина корпусу найб.                   | 12,28 м                                                                                | 12,28 м                                                                                |
| Середня осадка (по КВЛ)                | 9,62 м                                                                                 | 9,62 м                                                                                 |
| Водотоннажність надводна               | 5940 т                                                                                 | 5940 т                                                                                 |
| Озброєння                              |                                                                                        |                                                                                        |
| Торпедно- мінне озброєння              | Носові: 2 ТА калібру 650-мм (12 торпед), 4 ТА калібру 533-мм (28 торпед), або 42 міни. | Носові: 2 ТА калібру 650-мм (12 торпед), 4 ТА калібру 533-мм (28 торпед), або 42 міни. |
| ППО                                    | ПУ ПЗРК 9К310 «Ігла-1»/9К38 «Ігла»                                                     | ПУ ПЗРК 9К310 «Ігла-1»/9К38 «Ігла»                                                     |

Підводні човни проєкту 945 «Барракуда» — серія атомних підводних човнів (ПЧАТ). Проєкт поклав початок третьому поколінню багатоцільових атомних підводних човнів СРСР, котрі стали основою для наступного проєкту 971 Щука-Б. Побудовано і передано флоту 2 човни цього проєкту.

## Історія
Тактико-технічне завдання на цей проєкт було видано в березні 1972 року, головним конструктором призначили М. Й. Кваша. Головними завданнями для човна було поставлено відстеження за стратегічними підводними човнами і авіаносними групами ймовірного ворога і гарантоване їх знищення на початку конфлікту. Головним обмеженням було водозаміщення, бо побудова планувалася на внутрішніх заводах країни.
Перший човен проєкту К-239 «Карп» перебував на флоті лише 14 років і був виведений з флоту без яких-небудь зрозумілих причин. Другий К-276 «Краб» ще перебуває на флоті.
Для перевірки на практиці проєктних рішень і пошуку шляхів поліпшення «Баракуди» генеральний конструктор вийшов на головному човні в дальній автономний прохід тривалістю понад 100 діб. Човен на практиці показав свої унікальні технічні дані, непомічено минувши ряд протичовнових рубежів США в Атлантиці. Коли в 1990-х роках М. Й. Кваша розповів про цей похід, у США прогримів великий скандал — адже вони так і не зареєстрували свого часу цей підводний Атомохід, три місяці крейсували біля їх берегів з «тисячами Хіросім» на борту.(зазвичай на таких човнах возили тільки дві торпеди з ядерною ГЧ) Напевно, це стало однією з причин, чому п'ятий човен на самому початку 1990-х років був спішно розрізаний на метал на стапелях, будучи побудованим більш ніж на 30 %.
Указом Президента Російської Федерації № 2110 від 6 грудня 1993 року за мужність і героїзм, проявлені при виконанні спеціального завдання головному конструктору ЦКБ «Лазурит» Кваші Миколі Йосиповичу присвоєно звання Героя Російської Федерації з врученням знаку особливої відзнаки — медалі «Золота Зірка» (№ 57)

## Конструкція
Двокорпусна, міцний і легкий корпуси виготовлені з титанового сплаву. Були першими човнами у котрих корпус був повністю титановим.

## Корпус
Міцний корпус має циліндричну форму посередині і конічні закінчення. Складається з шести водонепроникних відсіків. На човні є спливаюча рятувальна капсула здатна вмістити весь екіпаж.

## Енергетичне обладнання
Головною енергетичною установкою є 1 водо-водяний реактор ОК-650А потужністю 180 Мвт, 1 турбозубчатий агреат потужністю 43000 к.с, Реактор цього типу має 4 парогенератори, по два циркуляційних насоси для першого і четвертого контурів, три насоси третього контуру . На човні є 2 турбогенератори перемінного току і два перетворювачі току, 2 группы аккумуляторних батарей, 2 дизель-генератори ДГ-300 по 750 к.с. с запасом палива на 10 діб, 1 головний винт, 2 двигуни малого хода по 370 кВт, два винта малого хода

## Радіоелектронне і гідроакустичне обладнання
Гідроакустичний комплекс МГК-503 «Скат». Завдяки зменшенню шумів човна і вдосконалення самого гідроакустичного комплексу дальність виявлення цілей зросла вдвічі.

## Озброєння
Човни озброєні двома 650-мм (торпеди 65-75) і чотирма 533-мм торпедними апаратами (торпеди СЕТ-72, ТЕСТ-71М, УСЕТ-80) з боєкомплектом у 40 торпед і ракет, котрі дозволяють вести стрільбу без обмежень по глибині. Є можливість використання ПЧРК «Водопад» і протичовнової ракети «Ветєр». ППО забезпечує ПУ ПЗРК 9К310 «Ігла-1»/9К38 «Ігла» (класс. NATO — SA-14 «Gremlin»/SA-16 «Gimlet») з 8 ракетами.

## Інциденти
11 лютого 1992 року човен К-276 «Краб» у російських територіальних водах зіткнувся з американським човном «Батон Руж» типу Лос-Анжелєс. «Краб» дещо пошкодив рубку, розраховану на проломлювання льоду, а на «Батон Руж» виникла пожежа проте цей човен своїм ходом зумів добратися до бази, але через деякий час був списаний.

## Представники
| Назва                                                                      | Заводський номер | Закладений     | Спущений на воду | Прийнятий флотом | Виведений з Флоту |
| -------------------------------------------------------------------------- | ---------------- | -------------- | ---------------- | ---------------- | ----------------- |
| К-239 «Карп», з 6 квітня 1993 Б-239 «Карп»                                 | 301              | 20 липня 1979  | 29 липня 1983    | 29 вересня 1984  | 30 травня 1998    |
| К-276 «Краб», з 6 квітня 1993 Б-276 «Краб», з 15 листопада 1996 «Кострома» | 302              | 21 квітня 1984 | 27 червня 1986   | 27 жовтня 1987   | перебуває на ПФ   |